# منوة
المنوة (الاسم العلمي:Phoxinus) هي جنس من أسماك المياه العذبة من أسماك فصيلة الشبوطيات. النوع النمطي هو البلمة الشائعة Phoxinus phoxinus.
وأسماك المنوة هو مصطلح عام يستخدم للإشارة إلى أسماك المياه العذبة الصغيرة وأسماك المياه المالحة وخاصة تلك التي تستخدم كطعم للأسماك. وبشكل أكثر تحديدا فإنه يشير إلى أسماك المياه العذبة الصغيرة من فصيلة الشبوطيات. وهي معروفة أيضا في إيرلندا بالبنكين pinkeens.